# 金鐘獎動畫節目獎得獎列表
金鐘獎動畫節目獎是由文化部影視及流行音樂產業局在臺灣舉辦的現行頒發獎項，2009年第44屆金鐘獎設動畫節目獎。

## 歷屆得獎暨入圍名單
|  | 獲獎者 |

### 動畫節目獎（第44屆～至今）
| 年度 （屆數）   | 電視作品 |
| --------------- | --- |
| 2009 （第44屆） | 《LaMB禁錮天使》／美商超躍有限公司台灣分公司Animax                                                             |
| 2009 （第44屆） | 《姆姆抱抱MuMuHug》／首映創意股份有限公司                                                                      |
| 2009 （第44屆） | 《動漫瘋-複製年代》／可以數字傳播有限公司                                                                      |
| 2010 （第45屆） | 《小太陽》／財團法人公共電視文化事業基金會                                                                     |
| 2010 （第45屆） | 《唐朝小栗子》／財團法人慈濟傳播人文志業基金會                                                                 |
| 2010 （第45屆） | 《普科秀－伽利略的鐘擺》／財團法人公共電視文化事業基金會                                                       |
| 2010 （第45屆） | 《魔蹤傳奇》／財團法人公共電視文化事業基金會                                                                   |
| 2011 （第46屆） | 《小貓巴克里 Barkley The Cat》／財團法人公共電視文化事業基金會                                                 |
| 2011 （第46屆） | 《卡滋幫 Katz Fun》／頑石創意股份有限公司                                                                      |
| 2012 （第47屆） | 《卡滋幫 Katz Fun》／頑石創意股份有限公司                                                                      |
| 2012 （第47屆） | 《超毛星》／酷分仔多媒體股份有限公司                                                                           |
| 2012 （第47屆） | 《閰小妹》／財團法人公共電視文化事業基金會                                                                     |
| 2013 （第48屆） | 《再探飛鼠部落》／原住民族電視台                                                                               |
| 2013 （第48屆） | 《唐朝小栗子》／大愛衛星電視股份有限公司                                                                       |
| 2013 （第48屆） | 《閰小妹2》／財團法人公共電視文化事業基金會                                                                    |
| 2014 （第49屆） | 《100個種子的秘密》／中華電視股份有限公司                                                                      |
| 2014 （第49屆） | 《唐朝小栗子》／大愛衛星電視股份有限公司                                                                       |
| 2014 （第49屆） | 《閰小妹第三季》／財團法人公共電視文化事業基金會                                                               |
| 2015 （第50屆） | 《觀測站少年》／財團法人公共電視文化事業基金會                                                                 |
| 2015 （第50屆） | 《唐朝小栗子》／財團法人慈濟傳播人文志業基金會                                                                 |
| 2015 （第50屆） | 《閰小妹風獅爺大會》／財團法人公共電視文化事業基金會                                                           |
| 2016 （第51屆） | 《吉娃斯愛科學》／靖洋傳媒科技股份有限公司、原金國際有限公司                                                   |
| 2016 （第51屆） | 《七點半的太空人》／財團法人公共電視文化事業基金會、大貓工作室股份有限公司                                     |
| 2016 （第51屆） | 《柿子色的街燈》／客家電視台、飛普數位動畫有限公司                                                             |
| 2016 （第51屆） | 《國寶神獸闖天關》／財團法人公共電視文化事業基金會、國立故宮博物院、兔將創意影業股份有限公司、金奇映畫有限公司 |
| 2016 （第51屆） | 《夢遊動物園》／財團法人公共電視文化事業基金會、共玩創作有限公司                                               |
| 2017 （第52屆） | 《我愛歡喜》／人間電視股份有限公司                                                                             |
| 2017 （第52屆） | 《客客客棧》／客家電視台                                                                                       |
| 2017 （第52屆） | 《鼠際大戰》／金奇映畫有限公司                                                                                 |
| 2017 （第52屆） | 《閰小妹異想天開奇遇記》／冉色斯動畫股份有限公司                                                               |
| 2018 （第53屆） | 《講麼个故事》／客家電視台                                                                                       |
| 2018 （第53屆） | 《FOOD 超人》／財團法人公共電視文化事業基金會                                                                  |
| 2018 （第53屆） | 《我愛歡喜》／人間電視股份有限公司                                                                             |
| 2019 （第54屆） | 《小兒子》／夢田影像股份有限公司                                                                               |
| 2019 （第54屆） | 《吉娃斯愛科學：飛鼠學校》／財團法人公共電視文化事業基金會、原金國際有限公司                                   |
| 2019 （第54屆） | 《米米系列》／和英文化事業有限公司                                                                             |
| 2020 （第55屆） | 《FOOD超人第二季》／風車圖書出版有限公司                                                                       |
| 2020 （第55屆） | 《小兒子系列動畫第三季:快樂》／夢田影像股份有限公司                                                            |
| 2020 （第55屆） | 《音樂關鍵字—尋聲》／客家電視台                                                                                |
| 2020 （第55屆） | 《海精靈馬努依》／原金國際有限公司                                                                             |
| 2020 （第55屆） | 《樹人大冒險》／財團法人原住民族文化事業基金會                                                                 |
| 2021 （第56屆） | 《未來宅急便》／財團法人公共電視文化事業基金會、兔子創意股份有限公司                                           |
| 2021 （第56屆） | 《布農神話》／青銅視覺藝術有限公司                                                                             |
| 2021 （第56屆） | 《吉娃斯愛科學：新同學來了》／財團法人公共電視文化事業基金會、原金國際有限公司                                 |
| 2021 （第56屆） | 《我的泰山爸爸》／樂群動畫製作股份有限公司                                                                     |
| 2022 （第57屆） | 《勇者動畫系列》／財團法人公共電視文化事業基金會、大貓工作室股份有限公司                                       |
| 2022 （第57屆） | 《歐米天空》／財團法人公共電視文化事業基金會、羊王創映有限公司                                                 |
| 2023 （第58屆） | 《樹人大冒險》／財團法人原住民族文化事業基金會                                                                 |
| 2023 （第58屆） | 《妖果小學》／財團法人公共電視文化事業基金會                                                                   |
| 2023 （第58屆） | 《阿甯咕又闖禍了 YA~》／夢田影像股份有限公司                                                                   |
| 2024 （第59屆） | 《阿甯咕大戰想像蟲！》／夢田影像股份有限公司                                                                   |
| 2024 （第59屆） | 《妖果小學第二季-金鑠鑠的真相小組》／財團法人公共電視文化事業基金會                                            |
| 2024 （第59屆） | 《拉拉雜雜有土伯-拾光屋大冒險》／客家電視台                                                                    |
| 2024 （第59屆） | 《神木島/Giant Tree Island》／砌禾數位動畫股份有限公司                                                         |
| 2025 （第60屆） | |
|                 | |
|                 | |
|                 | |
|                 | |

## 外部連結
- 廣播電視金鐘獎官方網站 （页面存档备份，存于）
- 歷屆電視金鐘獎得獎入圍名單 （页面存档备份，存于），文化部影視及流行音樂產業局